# 唐定奎
唐定奎（1833年—1889年2月20日），一作定魁，譜名家祥，字俊侯，安徽廬州府合肥縣人，淮軍知名將領。
咸豐年間與四兄唐殿魁辦理團練，後追隨劉銘傳至安慶加入淮軍，隨組「武毅軍」，參與過平太平天國、捻軍、陝甘回變、並派至台灣鳳山駐軍牡丹社事件備戰，累官至福建陸路提督，著有《戍余吟草》，賞賜花翎、黃馬褂。賜號「呼登巴圖魯」、「建威將軍」。
光緒十三年（1887年）病故於江陰。朝廷派人將之歸葬故鄉，諡果介。